# Fiskerhus fra Agger (Frilandsmuseet)
Frilandsmuseets hus fra Agger viser erhvervsforhold tæt knyttet til den jyske vestkyst og en byggeskik tilpasset egnen.
Huset kommer fra Thys barske vestkyst, hvor havet i tidens løb har opslugt både jord og huse. Således er Vester Agger forsvundet, mens Øster Agger, hvorfra huset kommer, stadig eksisterer med Vesterhavet på den ene side og på den anden side et smalt stykke land mellem en vig af Limfjorden mod nord og en stor strandsø mod syd. Her har aldrig været meget agerland, en del er forsvundet i havet, en del er dækket ved sandflugt. Kystfiskeri organiseret i fælles bådelaug har været det primære erhverv, suppleret med lidt landbrug. På Frilandsmuseet er huset fra Agger ene om at repræsentere byggeskikken nord for Limfjorden, og indeholder også væsentlige træk, der er fælles for området, foruden mere specielle træk, der viser tilpasningen til det særlige kystmiljø.

## Bygningen
Huset blev overtaget i 1923 og genopført på Frilandsmuseet i 1925. Huset er genopført og indrettet svarende til midten af 1800-tallet. Aggerhuset er én lang længe med bolig i den ene ende og stald i den anden. Huset blev valgt, da det var et typisk fiskerhus af treskibet thyboform, med to rækker indvendige tagbærende stolper, den såkaldte højremskonstruktion. Der var stor lighed med de jernalderhuse, som arkæologer just var ved at udgrave netop i Thy, og fiskerhuset hjalp med at fortolke jernalderhusenes stolpehuller. Huset skulle også, ved hjælp af indbo og redskaber, anskueliggøre historien om en fiskerbefolknings livsform i en egn med vanskelige vilkår. Egnen og de tilgængelige ressourcer har sat sit præg på bygningen på mange måder, f.eks. er væggenes bindingsværk af meget spinkelt og dårligt træ - noget af det er vraggods fra strandede skibe. Væggene er i staldenden udmuret med runde strandsten.
Ydervæggene er de fleste steder ganske lave med få og små vinduer. Nogle få fag i sydsiden ud for stuerne er rykket ca. en meter tilbage og muliggør dermed vinduer af mere normal størrelse. Dette skyldes den treskibede husform med to rækker stolper, der står inde i huset omkring en meter fra de lave ydervægge. Højremmen er det vandrette tømmerstykke, der går på langs ad huset og hviler på toppen af stolperne. Huset spær står på de to højremme. Det nederste af taget står dog på nogle korte stikspær fra højremmen skråt ned til den lave ydermur. Mellem stolperne og ydervæggen er et lavt smalt område, der betegnes som udskud. Nogle steder er udskuddet udnyttet til særlige aflukker, andre steder går det i et med midterrummet. På tværs af huset er konstruktionen bundet sammen med en vandret bjælke, der forbinder stolperne og er stivet af med skråstivere som låser konstruktionen. Højremskonstruktionen muliggør relativt brede og højloftede rum. Flere steder er stolperne dog udnyttet i vægge som opdeler det store rum i flere små.

## Beboerne
I 1834 boede fisker Jens Jøssen og hans kone i huset. Hos dem boede deres søn på 15, og en karl og en pige på hhv. 25 og 19 år. I 1845 gik Jens Jøssen på aftægt og levede af at lave tønder. Hans søn Niels Christian med kone og fem børn havde overtaget huset fra forældrene. Familien havde også en tjenestepige på 17 år.
Den sidste fisker på stedet, Niels Pedersen Nielsen, overtog huset i 1895 og fik sammen med sin kone 11 børn. Omkring 1920 blev der taget et billede af nogle af husets sønner: Jens, Anton og Kresten. De sidder i husets lave og lille dagligstue ved et fint dækket kaffebord, vandkæmmede til lejligheden.

## Husets indretning
Fra den lille forstue kommer man ind i veststuen, som ikke blev brugt til daglig og ikke har opvarmningsmuligheder. I rummet står gemmemøblerne, da rummet blev brugt til opbevaring. I udskuddet bag det blåmalede træpanel, ligger en alkove til overnattende gæster. På den anden side af den lille forstue ligger den egentlige dagligstue med lergulv og hvidkalkede vægge. I udskuddet mod nord er der alkover og et lille skab, lukket af med et grønmalet træpanel. Stuen kan varmes op med en kasseformet, helt lukket jernovn, som fyres fra rummet ved siden af. Ovnen er fremstillet i Thisted i midten af 1800-tallet. Før da var de fleste ovne importeret fra Norge, men det stoppede efter 1814 da rigerne skiltes, og de danske jernstøberier derfor tog produktionen af bilæggerovne op. Ovnen blev også brugt til tørring af malt til ølbrygning og til at tørre tøj ved. Stuens vigtigste møbler er bord og bænk langs vinduesvæggen, dertil kunne være løse bænke. De faste bænke har traditionelt været forbeholdt mændene med husfaderen ved bordenden, hvorimod kvinderne holdt til ved den anden side af bordet der vendte mod stuen. I modsætning til Østjylland og øerne har der i Vest- og Nordjylland været tradition for, at kvinderne kunne sidde ned under måltiderne. Deres plads var da på den løse bænk uden ryglæn. Herfra kunne de nemt hente mad og røre i gryderne. Fra stuen er der adgang til mælkekammer og ølkammer, som begge ligger i udskuddet.

## Det åbne ildsted
Der er også adgang til køkkenet med ildsted i en meget enkel form; en bænk bygget af kampesten, hvorpå ilden har brændt. Ved siden af arnebænken er forsiden af den store bageovn. Rummet har intet loft, og røgen fra ildsted og bageovn har trukket frit ud i rummet og ud gennem lyrehullet i tagryggen. Da huset blev nedtaget, var der installeret skorsten og brændekomfur. På det tidspunkt, i 1920erne, var det nyt og uinteressant for museet og blev fjernet. Man ønskede at formidle ældre tider og særligt den gamle form for ildsted uden rigtig skorsten der, nord for Limfjorden, havde været i brug længere op i tiden end i de andre dele af landet. Det var derfor uvelkomment, at der faktisk var meget der tydede på, at huset havde været skorstensløst før komfuret blev sat ind, da spærene i den midterste del af huset var stærkt sværtede af sod.
I køkkenet, inderfremmers som det kaldtes, kan man få et indtryk af fiskeriets betydning. Fiskeredskaber ligger fremme, bl.a. esebakken, som konen i huset kunne sidde og gøre klar ved at sætte madding på langlinens mange fiskekroge, mens hun passede gryderne på ildstedet.
I det næste rum, yderfremmers, hænger fiskegarn ned fra tømmerkonstruktionen, og der ligger rygkurve til at transportere fisk i land fra bådene men også til at bære fisk i, når konerne gik ind i landet, for at sælge fangsten. Fiskene kunne også saltes og tørres, og derefter sælges videre til egnens købmænd. Køkken og yderfremmers har stenpikning i gulvet, men i den lille lo som følger herefter, er der lergulv, som det var almindeligt i loer hvor kornet blev tærsket. Der har ikke været noget imponerende jordbrug på denne egn, men man har byttet sig til korn for fisk eller arbejdet for bønderne inde i landet, når der var travlt med høsten. Måske har fiskerne også fået hjælp til pløjning af et lille stykke jord til kartofler. Fiskerne har ikke haft hest, men i stalden har der været plads til nogle få køer. Dog var der kun en enkelt ged og plads til et svin, da museet overtog gården. Ellers har det været får man holdt, og de fandt både føde og ly udendørs, så de har kun været inden i stalden kortvarigt hvis vejret var særligt hårdt.
På en af loftsbjælkerne hænger et "slavespyd", lavet af et langt knivsblad monteret på et langt skaft. Under krigen mod Tyskland i 1848 gik der vilde rygter om, at frigivne tugthusfanger fra Rendsborg ville drage hærgende og myrdende op gennem Jylland, og man bevæbnede sig derfor med hjemmelavede våben. Truslen blev aldrig til virkelighed.